# Premio Iberoamericano de Humor Gráfico Quevedos
El Premio Iberoamericano de Humor Gráfico Quevedos es un galardón de carácter bienal que otorga el Instituto Quevedo de las Artes del Humor de la Fundación General de la Universidad de Alcalá. Este Premio se instauró en 1998.

## Características
Es convocado por los ministerios de Cultura y de Asuntos Exteriores, a través de la Agencia Española de Cooperación Internacional para el Desarrollo (AECID), y está dotado con treinta mil euros (30 000 €), el de mayor cuantía económica a nivel internacional.
Su objetivo es distinguir la trayectoria profesional de aquellos humoristas gráficos españoles e iberoamericanos cuya obra haya tenido una especial significación social y artística, contribuyendo así a la difusión y reconocimiento de este campo de la cultura. 
Puede ser presentado como candidato cualquier humorista gráfico de nacionalidad española o de los países que integran la Cumbre Iberoamericana. La presentación de dichos candidatos puede ser realizada por las embajadas de los países de Iberoamérica en España, por asociaciones e instituciones relacionadas con el mundo del humor gráfico, por las asociaciones de prensa y por cada uno de los miembros del jurado.

## Premiados
Los premiados desde su primera convocatoria han sido los siguientes:
| Año  | Edición | Premiado                                    | País      | Imagen |
| ---- | ------- | ------------------------------------------- | --------- | ------ |
| 1998 | I       | Antonio Mingote, Mingote                    | España    |        |
| 2000 | II      | Joaquín Salvador Lavado, Quino              | Argentina |        |
| 2002 | III     | José María González Castrillo, Chumy Chúmez | España    |        |
| 2004 | IV      | Andrés Rábago, El Roto                      | España    |        |
| 2006 | V       | Eduardo Ferro, Ferrito                      | Argentina |        |
| 2008 | VI      | Ziraldo Alves Pinto, Ziraldo                | Brasil    |        |
| 2010 | VII     | Máximo San Juan, Máximo                     | España    |        |
| 2012 |         | (No convocado)                              |           |        |
| 2014 | VIII    | Antonio Fraguas, Forges                     | España    |        |
| 2016 |         | (No convocado)                              |           |        |
| 2018 | IX      | Hernán Vidall, Hervi                        | Chile     |        |
| 2020 |         | (No convocado)                              |           |        |
| 2022 | X       |                                             |           |        |